# Abronia cuetzpali
Espèce
Statut de conservation UICN

 DD  : Données insuffisantes
Abronia cuetzpali est une espèce de sauriens de la famille des Anguidae.

## Répartition
Cette espèce est endémique d'Oaxaca au Mexique. Elle se rencontre à environ 2 115 m d'altitude dans la Sierra Madre del Sur. 

## Étymologie
Cette espèce est nommée d'après le mot cuetzpali signifiant lézard en Nahuatl, une langue locale. 

## Publication originale
- Campbell & Frost, Anguid lizards of the genus Abronia: revisionary notes, descriptions of four new species, a phylogenetic analysis, and key, Bulletin of the American Museum of Natural History, no 216, 1993, p. 1-121 (texte intégral)